# Tetrahydrofurfurylalkohol
Tetrahydrofurfurylalkohol ist eine chemische Verbindung aus der Gruppe der sauerstoffhaltigen Heterocyclen und Hydroxyether.

## Gewinnung und Darstellung
Tetrahydrofurfurylalkohol wird durch katalytische Hydrierung von Furfurylalkohol und anschließende Destillation gewonnen.
Es zählt zu den chemischen Substanzen, die in großen Mengen hergestellt werden („High Production Volume Chemical“, HPVC) und für die von der Organisation für wirtschaftliche Zusammenarbeit und Entwicklung (OECD) eine Datensammlung zu möglichen Gefahren („Screening Information Dataset“, SIDS) angefertigt wurde.

## Eigenschaften
Tetrahydrofurfurylalkohol ist eine farblose, hygroskopische, ölige und schwer entzündliche Flüssigkeit mit angenehmem Geruch. Tetrahydrofurfurylalkohol hat eine Viskosität von 6,24 mPas. Die Dämpfe von Tetrahydrofurfurylalkohol sind 3,5 mal so schwer wie Luft.

## Verwendung
Tetrahydrofurfurylalkohol wird als Lösungsmittel, chirales Auxiliar und als Testsubstanz zur Entwicklung von Methoden zur Enantiomerentrennung verwendet. Er ist weiterhin in Reinigungsmitteln und Polymerisationsinitiatoren bzw. -katalysatoren enthalten und wird zur Herstellung von Insektiziden und Pharmazeutika verwendet.

## Sicherheitshinweise
Die Dämpfe von Tetrahydrofurfurylalkohol bilden mit Luft ein explosionsfähiges Gemisch (Flammpunkt 74 °C, Zündtemperatur 280 °C). Es reagiert heftig mit starken Oxidationsmitteln. Die Verwendung des Stoffes in Spielzeugen und ähnlichen ist in Deutschland nicht zugelassen.